# TSV Ersen
Der TSV 1920 Ersen e. V. ist ein deutscher Fußballverein mit Sitz im Stadtteil Ersen der hessischen Stadt Liebenau im Landkreis Kassel. Trotz des Namens besitzt der Verein keine Turn-Abteilung mehr.

## Geschichte
Der Verein wurde ursprünglich im Jahr 1920 als reiner Turnverein gegründet. Die Fußball-Abteilung besteht erst seit dem Jahr 1949, wobei heute keine Turn-Abteilung mehr existiert. Der größte Erfolg der Fußballmannschaft war die Teilnahme an der ersten Runde des DFB-Pokals der Saison 1974/75. Der Vertreter des Hessischen Verbandes traf am 7. September 1974 auf den VfB Dillingen und unterlag mit 0:1 nach Verlängerung.
In der Saison 2003/04 spielte die erste Mannschaft in der Bezirksliga Kassel und belegte mit 39 Punkten den siebten Platz. Mit 66 Punkten aus der Saison 2006/07 gewann man die Meisterschaft. In der Premierensaison in der Bezirksoberliga erreichte man mit 23 Punkten und dem 15. Platz nicht den Klassenerhalt. In den folgenden Jahren verpasste das Team mehrfach den Wiederaufstieg. In den letzten Jahren landete die Mannschaft meist eher im Mittelfeld und hält die Klasse.